# 三郷市図書館

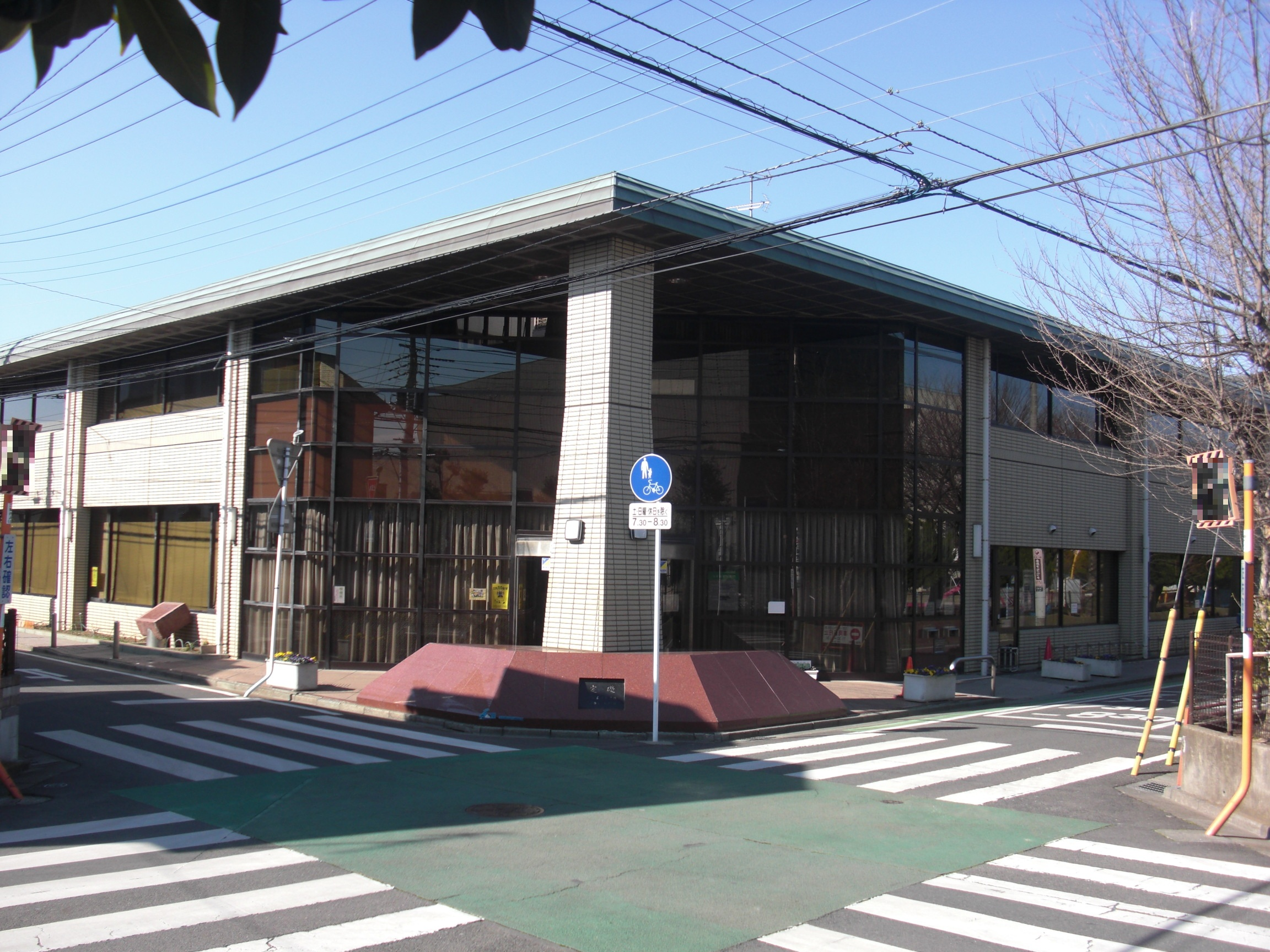
早稲田図書館

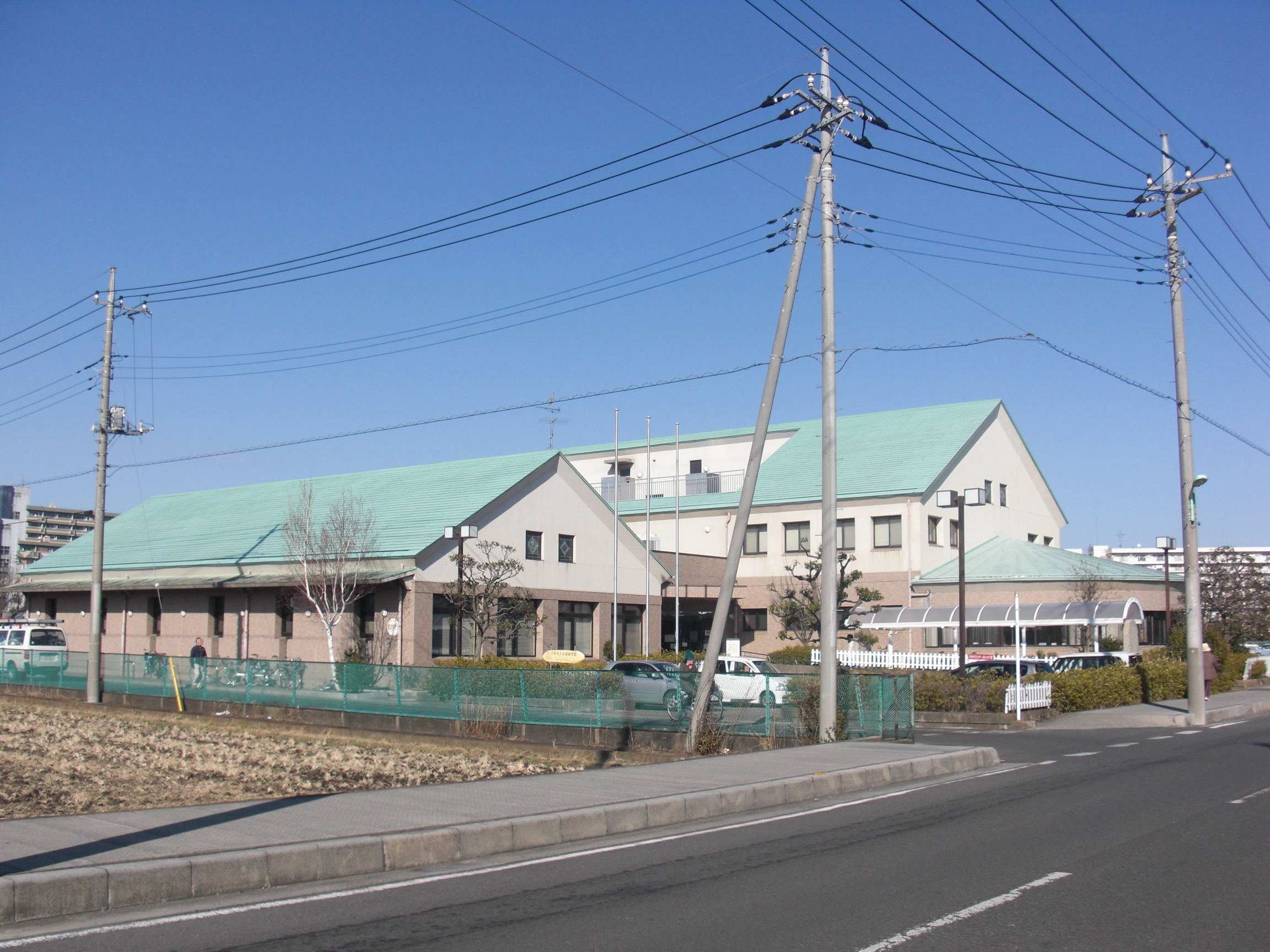
北部図書館

三郷市図書館（みさとしとしょかん）は、埼玉県三郷市にある公立図書館の総称。三郷市立図書館・三郷市立早稲田図書館・三郷市立北部図書館の3館と4つの図書室からなる。
三郷市では『第4次三郷市総合計画』において、「日本一の『読書のまち三郷』づくり」を掲げ、図書館を「子どもたちが豊富な資料の中から、自由に選んで自発的に利用することができる施設」と位置付けている。

## 概要
三郷市には3館の図書館と4室の図書室がある。図書室の管理は財団法人三郷市文化振興公社が指定管理者として行っている。市内の図書館・図書室の総資料点数は580,975点である。オーディオ・ビジュアル資料についてはCDのみ取り扱っており、DVDやビデオは取り扱っていない。
図書の貸出冊数と利用者数は1999年（平成11年）に最高を記録し、2007年（平成19年）まで減少を続けたが、オンライン蔵書検索OPACの導入や毎日市内のいずれかの図書館・図書室が開館するように休館日を調整したことで、2008年（平成20年）と2009年（平成21年）は前年の実績を上回った。「読書のまち三郷」事業では、以下の9つの取り組みが行われる予定である。
1. 誰もが利用しやすい設備を用意するよう努めます
2. 良質で多様な本の選書・収集を積極的に行います
3. ヤングアダルトサービスを充実させます
4. 障がいのある子どものためのサービスを充実させます
5. 日本語を母語としない子どものためのサービスを充実させます
6. リサイクル本を提供します
7. 団体貸出を拡充します
8. 図書館ネットワークの整備を行います
9. 図書館及び学校間の本の配送を拡大します

### 三郷市立図書館
鉄骨造地上2階建て、延床面積424.57m2であり、旧三郷市役所庁舎を改装したものである。三郷中央駅周辺が発展してきた影響で、利用者数が伸びている。3館で唯一、官報を扱っている。2014年6月1日に郷土資料館と併設の新しい建物「三郷市わくわくライブラリー」に移転した。新館では自動貸出機、自動返却機などが設置されたほか、Felica機能を搭載した携帯端末等を利用カードの代わりに使用できる。
- 所在地：三郷市谷口544番地
- 図書数：102,551冊（2011年4月1日現在）[8]
- 新聞数：8点[9]
- 雑誌数：49点[9]
- 職員数：3人（2011年4月1日現在）[10]
- 貸出冊数：73,522冊（2010年度）[11]

館内
| 階  | 設備                                                                     |
| 1階 | 一般図書室、ブラウジングコーナー、レファレンスコーナー、予約受取コーナー |

### 早稲田図書館
鉄筋コンクリート造地上2階建て、延床面積1,617.15m2である。1994年（平成6年）から市立図書館・北部図書館と協力し、子ども向けの読書案内「ブックトーク」を行っており、2009年（平成21年）に「子どもの読書活動優秀実践図書館」に選定された。
- 所在地：三郷市早稲田五丁目6番地15
- 図書数：128,174冊（2011年4月1日現在）[8]
- 新聞数：12点[9]
- 雑誌数：114点[9]
- 職員数：6人（2011年4月1日現在）[10]
- 貸出冊数：215,360冊（2010年度）[11]

館内
| 階  | 設備 |
| 2階 | 一般図書室、集会室、ブラウジングコーナー、レファレンスコーナー、ヤングアダルトコーナー、リスニングコーナー |
| 1階 | 児童図書室、対面朗読室、おはなしのへや、事務室、閉架書庫                                                   |

### 北部図書館
鉄筋コンクリート造地上2階建て、延床面積1,662.42m2である。日本テレビ放送網の番組『24時間テレビ 「愛は地球を救う」』から寄贈された「よみともライト」と呼ばれる、本を置くと本に書かれている文字を読み上げる装置を設置している。
- 所在地：三郷市彦成三丁目364番地
- 図書数：198,237冊（2011年4月1日現在）[8]
- 新聞数：12点[9]
- 雑誌数：132点[9]
- 職員数：5人（2011年4月1日現在）[10]
- 貸出冊数：273,821冊（2010年度）[11]

館内
| 階   | 設備                                                                                 |
| 屋上 | 天体望遠鏡                                                                           |
| 2階  | 事務室、視聴覚室、コンピュータ室、閉架書庫                                           |
| 1階  | 一般図書室、児童図書室、AVコーナー、おはなしのへや、閲覧コーナー、新聞・雑誌コーナー |

## 利用案内
- 貸出制限 - 三郷市に居住・通勤する者及び越谷市→草加市・八潮市・吉川市・北葛飾郡松伏町に居住する者
- 貸出可能点数 - 図書・雑誌・紙芝居10冊、視聴覚資料5点
- 開館時間 - 9時30分 - 18時（ただし、土・日・祝日は17時まで。）
- 休館日 - 月曜日（北部図書館は金曜日、当日が祝日の場合、それに最も近い平日）、年末年始、毎月第4木曜日、特別整理期間

## 歴史

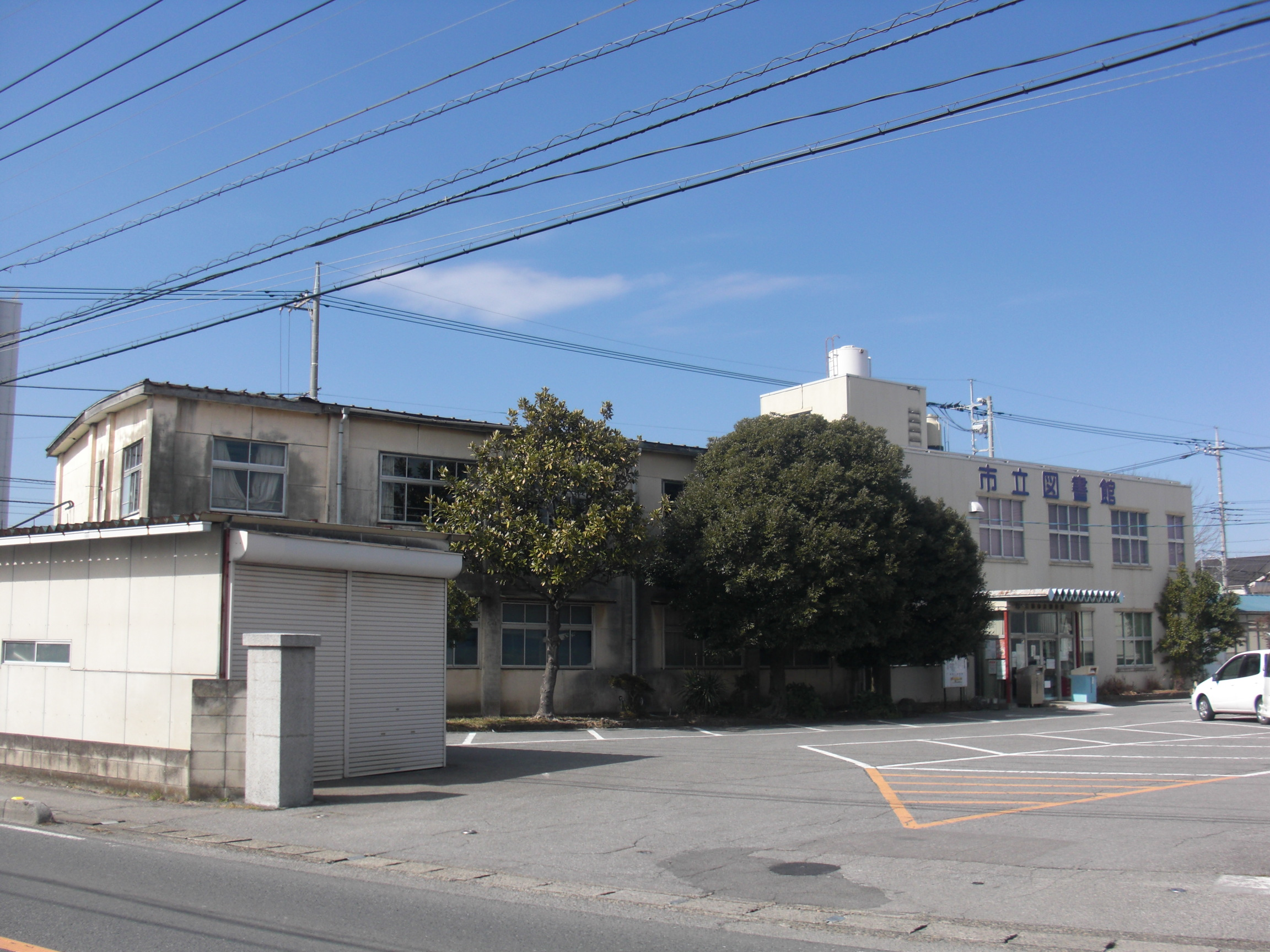
三郷市立図書館（旧建物）

現市域では、彦成村と早稲田村にて1950年（昭和25年）に埼玉県立図書館が移動図書館を開始したのが図書館事業の始まりであるが、1969年（昭和44年）4月に当時の三郷町がプレハブ平屋建の「三郷町図書室」を設置した。同館は三郷町が市制を施行したことに伴って、1972年（昭和47年）5月3日に「三郷市図書室」に改称、1973年（昭和58年）12月1日に三郷市立図書館が現在地に開館した。一方で埼玉県立図書館の移動図書館にも引き続き頼っており、1984年（昭和59年）2月28日まで埼玉県立久喜図書館から移動図書館が来訪していた。
1987年（昭和62年）9月1日には早稲田図書館が開館し、オンラインで市立図書館と結ばれた。1993年（平成5年）7月21日には北部図書館が開館した。2004年（平成16年）3月19日には三郷市図書館としてホームページを開設、同年4月23日からオンライン予約サービスを開始した。
2009年（平成21年）4月23日、早稲田図書館が「子どもの読書活動優秀実践図書館」として文部科学大臣表彰を受けた。2011年（平成22年）3月11日に発生した東北地方太平洋沖地震では、3月15日から3月26日まで全図書館・図書室が休館した。2012年（平成24年）に北部図書館が10代向けの「ヤングアダルトコーナー」を設置した。

## 交通

### 市立図書館
- 首都圏新都市鉄道つくばエクスプレス三郷中央駅より徒歩約10分

### 早稲田図書館
- JR武蔵野線三郷駅より徒歩約15分

### 北部図書館
- JR武蔵野線新三郷駅より徒歩約18分

## 周辺
| - 亀有信用金庫早稲田支店、三郷研修所 - 三郷郵便局 - 三郷市保健センター分室 | - 三郷市文化会館 - 三郷市立丹後小学校 - 早稲田公園 | - 埼玉県立三郷工業技術高等学校 - 三郷市立立花小学校 - 三郷市立彦郷小学校 |